# Stanisław Pazyra

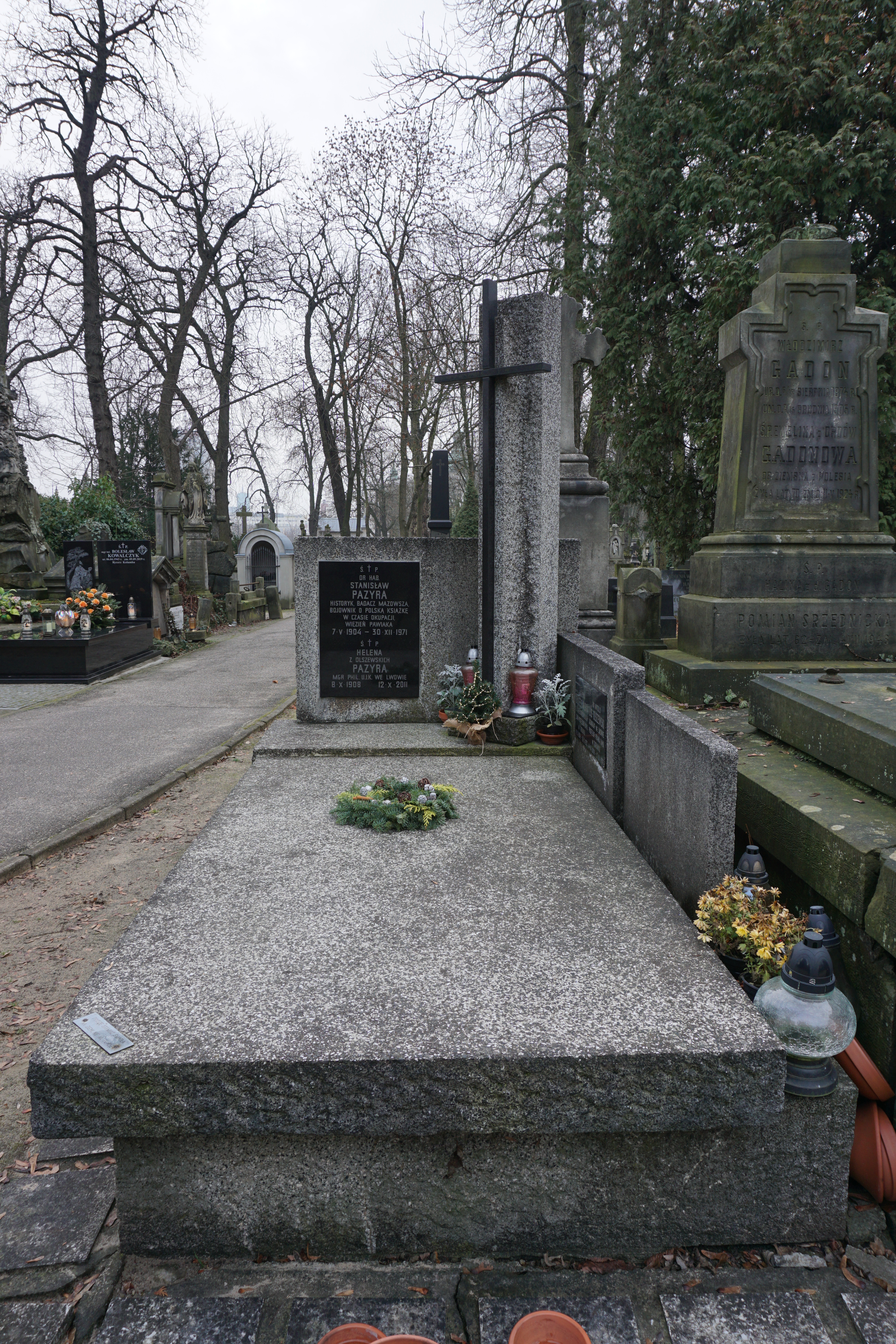
Grób Stanisława Pazyry na cmentarzu Powązkowskim

Stanisław Pazyra (ur. 7 maja 1904 w Ciechanowie, zm. 30 grudnia 1971 w Warszawie) – polski historyk, bibliotekarz.
W latach 1927–1930 odbył studia historyczne na Uniwersytecie Jana Kazimierza we Lwowie. Uczestnik kampanii wrześniowej, działacz edukacyjny okresu II wojny światowej, pierwszy dyrektor naczelny Państwowych Zakładów Wydawnictw Szkolnych (PZWS) w 1945–1950, pracownik Polskiej Akademii Nauk. Odznaczony Krzyżem Oficerskim Orderu Odrodzenia Polski. Pochowany na cmentarzu Powązkowskim (kwatera 31-6-1).
Był encyklopedystą, przewodniczącym komitetu redakcyjnego dwutomowego wydawnictwa Miasta polskie w tysiącleciu (1965).

## Główne prace
- Studia z dziejów miast na Mazowszu od XIII do początków XX wieku, Kasa im. Józefa Mianowskiego, Lwów 1939
- (red.) Miasta polskie w tysiącleciu, 2 t., Zakład Narodowy im. Ossolińskich, Wrocław 1965
- (red.) Millenium Ciechanowa. Materiały z sesji naukowo-popularnej w dniach 11 i 12 grudnia 1965 r., Stacja Naukowa Mazowieckiego Ośrodka Badań Naukowych, Ciechanów 1969
- (red.) Szkice z dziejów Nasielska i dawnej ziemi zakroczymskiej, Książka i Wiedza, Warszawa 1970
- Z dziejów książki polskiej w czasie drugiej wojny światowej, Państwowy Instytut Wydawniczy, Warszawa 1970
- Dzieje Ciechanowa i ziemi ciechanowskiej, red. Robert Bartołd i in., Stacja Naukowa Mazowieckiego Ośrodka Badań Naukowych, Ciechanów 1976